# Saturnospongilla
Saturnospongilla is een geslacht van sponsdieren uit de familie van de Spongillidae.

## Soort
- Saturnospongilla carvalhoi Volkmer, 1976